# Fiume (1930)
Fiume – włoski krążownik ciężki typu Zara z okresu II wojny światowej. Okręt nazwano tak dla upamiętnienia adriatyckiego miasta Rijeka (włoskie Fiume).

## Historia
Pierwszym okrętem typu Zara, którego budowę rozpoczęto był „Fiume”, miało to miejsce 29 kwietnia 1929 roku w stoczni Stabilimento Tecnico Triestino w Trieście. Wodowanie nastąpiło 27 kwietnia 1930 roku, wejście do służby 23 listopada 1931 roku. Po wejściu do służby okręt wszedł w skład pierwszego dywizjonu krążowników, w skład którego wchodziły pozostałe jednostki typu Zara. Okręt w tym czasie brał udział w licznych manewrach morskich, pokazach i rewiach. W jednej z takich rewii, 5 maja 1938 roku, w trakcie wizyty Hitlera we Włoszech wraz z „Fiume” wzięło udział 161 innych jednostek. Główną atrakcją pokazu było ostre strzelanie z dział artylerii głównej krążowników „Zara” i „Fiume” do sterowanego radiem okrętu celu – dawnego krążownika pancernego „San Marco”.
Pierwszą akcją bojową krążownika był udział w hiszpańskiej wojnie domowej, gdzie wspierał działania nacjonalistów w ramach Włoskiego Korpusu Ekspedycyjnego. Po wybuchu II wojny światowej „Zara” działał w rejonie Morza Śródziemnego, gdzie głównym przeciwnikiem Regia Marina była Royal Navy. 7 lipca 1940 roku „Fiume” wziął udział w bitwie koło przylądka Stilo. 11 listopada 1940 roku podczas brytyjskiego ataku na Tarent udało mu się uniknąć uszkodzeń.
28 marca 1941 roku podczas bitwy koło przylądka Matapan „Fiume” i dwa bliźniacze okręty „Pola” i „Zara” zostały w ciemnościach zaskoczone przez 3 brytyjskie pancerniki, które wykorzystały przewagę, jaką dawał im radar, i zaatakowały włoskie krążowniki z bliska przy pomocy ostrzału artyleryjskiego i torped. „Fiume” został oświetlony przez reflektory pancernika „Warspite” z odległości 2700 metrów, a następnie ostrzelany i trafiony 4 pociskami 381 mm. W następnych minutach okręt został trafiony przez 4 pociski 381 mm wystrzelone z pancernika „Valiant”. W wyniku ostrzału „Fiume” doznał poważnych uszkodzeń, zaczął płonąć, jedna z jego wież artylerii głównej wpadła do wody. Okręt pozostawał na powierzchni przez 45 minut, a następnie zatonął. Z jego załogi zginęło 812 osób, w tym dowódca okrętu Giorgio Giorgis.